# 沖縄・読谷村「平和の像」破壊事件
沖縄・読谷村「平和の像」破壊事件（おきなわ・よみたんそん「へいわのぞう」はかいじけん）とは、1987年（昭和62年）に沖縄県中頭郡読谷村にあるチビチリガマの前に建てられていた「チビチリガマ世代を結ぶ平和の像」が、沖縄国体日の丸焼却事件への報復として右翼により破壊されていた事件である。

## 概要
第二次世界大戦末期の沖縄戦で米軍が上陸した地点の1つである沖縄県中頭郡読谷村では、1945年（昭和20年）4月2日に住民84人が村内の鍾乳洞であるチビチリガマの中で集団自決した。
遺族や生存者は、心の傷の深さ故に戦後長く口を閉ざし、その悲劇が表に出ることはなかったが、1983年（昭和58年）に作家である下嶋哲朗らの調査で、その全容が明らかになり、同年に遺族会が結成され、慰霊祭が毎年開催されるようになった。沖縄出身の彫刻家である金城実が、この悲劇を残し反戦の証にしようとして数年がかりでレリーフを作り、1987年（昭和62年）4月2日、「チビチリガマ世代を結ぶ平和の像」（幅2.2m、高さ4m）をチビチリガマの前に建立し、除幕式を行った。この像は新しい平和のシンボルとして、本土からも参拝者が来ていた。
1987年（昭和62年）11月8日朝、「チビチリガマ世代を結ぶ平和の像」が原形を留めない程に破壊されているのを参拝にきた人が発見した。現場近くには日の丸旗と「国旗オ燃ヤス村ニ平和ワ早スギル天誅下ス」と書かれたビラがあったことから、10月26日にあった沖縄国体日の丸焼却事件に反感を持った者のいやがらせとして捜査が始まった。
12月19日、沖縄県警察が右翼団体構成員の2人を暴力行為等処罰法違反の疑いで逮捕した。1人（当時27歳）は犯行を否認したが、もう1人（当時24歳）は「日の丸焼却事件に反感を持ち、報復として壊してやろうと思った。」と自供した。1988年（昭和63年）3月10日、那覇地方裁判所で判決公判があり、2人に懲役1年の実刑を言い渡した。また、5月30日には、破壊を指示した右翼団体幹部2人に対し、1人（当時36歳）に懲役1年6ヶ月、もう1人（当時28歳）に懲役3年の実刑判決が言い渡された。
事件後、「破壊されたままの現場を保存して公開しておくべきだ。」との意見が出ていたが、「破壊されたままの姿は忍びない。」という声が上がったことや、沖縄県内外から修復を願って約1千万円もの寄付が遺族会に寄せられたことから、「チビチリガマ世代を結ぶ平和の像」は再建され、戦後50年の節目となる1995年（平成7年）4月1日に完成式が行われた。